# Elena Stoica
Elena Stoica (n. 13 august 1959, Mărășești, România) este un deputat român, ales în 2020 din partea PSD. 